# Jürgen Bommel
Jürgen Bommel (* 31. Juli 1947 in Tröbitz; † 27. April 2020) war ein deutscher Badmintonspieler und Nationalspieler. Er galt als eines der größten Talente des ostdeutschen Badmintonsports und wurde bereits frühzeitig als Nachfolger von Serienmeister Gottfried Seemann angesehen.

## Sportliche Karriere
Bommel erlernte das Badminton-Spiel in der BSG Aktivist Tröbitz. Für diesen Verein erkämpfte er auch alle seine sportlichen Erfolge. 1960 wurde er Vizemeister bei der DDR-Bestenermittlung der Altersklasse 12/13 im Herreneinzel. Ein Jahr später gewann er in dieser Klasse alle drei Titel. In seinem ersten Juniorenjahr 1962 wurde er Dritter im Herreneinzel. Im darauffolgenden Jahr schlug er die gesamte, bis zu drei Jahre ältere Konkurrenz im Herreneinzel und wurde erstmals Juniorenmeister der DDR. Im Mixed wurde er bei derselben Veranstaltung Vizemeister. 1964 gewann er in allen drei Einzeldisziplinen den Titel, ein Jahr darauf unterlag er nur im Herrendoppel mit Klaus-Peter Färber, so dass er zwei Gold- und einer Silbermedaille errang. In seinem letzten Juniorenjahr 1966 gewann er noch einmal alle drei Meisterschalen – den Titel im Mixed mit Ruth Mertzig, den Titel im Herrendoppel mit Roland Riese und den Herreneinzeltitel.
Höhepunkt seiner Karriere war die Länderspielberufung am 21. September 1965 in Tröbitz gegen die Nationalmannschaft aus Indonesien. Die DDR unterlag mit 2:7, wobei auch Bommel seine beiden Spiele abgab. Er verlor mit Annemarie Seemann im Mixed gegen Tjia Kian Sien und Tan Tjung Ing mit 12:15 und 11:15 sowie im Herrendoppel mit Klaus Katzor gegen Tjia Kian Sien und Tan Bik Gwan mit 2:15 und 1:15.
Trotz der erreichten hervorragenden Platzierungen im Juniorenalter und der Nationalmannschaftsberufung beendete Bommel frühzeitig seine Laufbahn im Badminton zugunsten einer Karriere im Fußball, in der er keine nennenswerten Erfolge erzielte.
Jürgen Bommel lebte zuletzt in Herzberg/Elster.